# Marta Knopik
Marta Knopik (ur. 1978 w Kamiennej Górze) – polska pisarka, autorka powieści z nurtu tzw. realizmu magicznego, członkini Unii Literackiej oraz  Stowarzyszenia Pisarzy Polskich, autorka scenariuszy zajęć publikowanych na portalu Teatroteka Szkolna prowadzonym przez Instytut Teatralny im. Zbigniewa Raszewskiego w Warszawie, edukatorka, nauczycielka pisania. Nagrywa podcast o literaturze. Prowadzi stronę internetową martaknopik.pl. 

## Życiorys
Urodziła na Dolnym Śląsku. Ukończyła II LO im. Stefana Żeromskiego w Bytomiu, w klasie o profilu humanistycznym. Studiowała na Uniwersytecie Śląskim w Katowicach na kierunku filologia polska, gdzie wybrała specjalizację z zakresu krytyki literackiej. Zajmowała się zagadnieniami stylizacji w literaturze.
Swoją pierwszą powieść, Czarne Miasto, opublikowała w 2020 roku. Powieść nominowano do Nagrody Książka Roku 2020 portalu Lubimy Czytać w kategorii literatury pięknej, otrzymała tytuł Książki Roku 2020 serwisu literackiego granice.pl (nagroda główna jury), a magazyn culture.pl zaliczył autorkę do grupy wschodzących gwiazd literatury polskiej. Powieść Czarne Miasto zapoczątkowała cykl Opowieści z Czarnego Miasta, na którą składają się również powieści Rok Zaćmienia (2021) oraz Burgundowe Wdowy (2023). Tematycznie seria związana jest z Górnym Śląskiem. Tropy dotyczące tego regionu rozszyfrowuje Ryszard Bednarczyk w artykule pt. "Ludzie z miasta nieświadomości" opublikowanym w Miesięczniku "Śląsk". Powieść Pani K. (2022) to postapokaliptyczna opowieść, w której odbijają się lęki współczesnego człowieka

## Twórczość
- 2020 – powieść Czarne Miasto (początek serii Opowieści z Czarnego Miasta)[12]
- 2021 – powieść Rok Zaćmienia (kontynuacja serii Opowieści z Czarnego Miasta)[21][16]
- 2022 – powieść Pani K.[19][22]
- 2023 – powieść Burgundowe Wdowy[17]